# Pémono jezik
Pémono jezik (ISO 639-3: pev), danas možda izumrli jezik otkriven tek 1998., kojim je govorila svega jedna osamdesetgodišnja žena koja je živjela s Yabarana Indijancima u Gornjem Majagua selu u Venezueli. Sličan je jezicima mapoyo [mcg] i yabarana [yar], i različit od jezika pemón [aoc] [aoc]
Klasificira se sjevernokaripskoj skupini jezika.

## Vanjske poveznice
- Ethnologue (14th)
- Ethnologue (15th)